# Серральвес
Серральвеш - это культурное учреждение, расположенное в Порту, Португалия. Он включает в себя музей современного искусства, парк и виллу, каждый из которых является примером современной архитектуры, модернизма и архитектуры в стиле ар-деко. Музей, спроектированный Альваро Сизой Виейра, в настоящее время является вторым по посещаемости музеем в Португалии (почти 1 миллион посетителей в год). 

### История
В период сразу после революции гвоздик в городе Порту было проведено несколько общественных движений, которые требовали создания выставочного пространства в городе, чтобы выставить искусство, произведенное в то время. Важность нескольких инициатив, в частности Центра современного искусства, которым с самого начала руководил Фернандо Пернес и который действовал до 1980 года, сыграл ключевую роль в укреплении художественной вселенной в Порту. Эти достижения были признаны государственным секретарем по культуре Терезой Патрисио Гувейя, когда она выбрала город в качестве места для будущего Национального музея современного искусства.
Для этого государство приобрело поместье Серралвес в декабре 1986 года. В этот день и до создания Фонда Серралвеса в 1989 году был создан учредительный комитет, членами которого были Хорхе Араухо, Тереза Андресен и Диого Альпендурада. Парк и вилла Серралвес были открыты для публики 29 мая 1987 года. Создание Фонда декретом-законом No 240-A/89 от 27 июля, ознаменовал начало инновационного партнерства между государством и гражданским обществом, охватывающего около 51 орган государственного и частного секторов в то время.
В марте 1991 года Фонд подписал контракт с архитектором Альваро Сизой на проектирование здания музея. Музей был открыт 6 июня 1999 года.
Чтобы разместить художественную коллекцию Серралвеша (по оценкам, более 4000 работ в 2014 году), Фонд продвигал в 2008 году международный конкурс на архитектурный дизайн Pólo Serralves 21, многофункциональное здание и музейное отделение в Матозиньюш на бывшей территории EFANOR (Северная производственная компания),принадлежит компании Sonae, основанной Бельмиро де Азеведо. Проект-победитель был разработан архитекторами Кадзуё Сэдзимой и Рюэ Нисидзавой из японской студии SANAA.(Притцкеровская премия в 2012 году). Однако проект был отменен в 2010 годуза отсутствие финансирования и соглашение с местным правительством Матозиньюша.
В сентябре 2014 года Альваро Сиза представил проект расширения расширить помещения Серралвеса, преобразовав гараж виллы в новом Casa do Cinema Manoel de Oliveira.